# Операція «Версіті»
Рейнська пові́трянодеса́нтна опера́ція, також Опера́ція «Версіті» (англ. Operation Varsity) — остання масштабна повітряно-десантна операція військ союзників часів Другої світової війни; її було здійснено 24 березня 1945 на території землі Вестфалія, в Німеччині. За участю понад 16 000 десантників і кількох тисяч літаків це була найбільша повітряно-десантна операція в історії, проведена за один день і в тому самому місці.
Це було частиною операції «Plunder», спроби британської 21-ї групи армій під командуванням фельдмаршала Бернарда Монтгомері перетнути Рейн і звідти проникнути в північну Німеччину. Операція «Версіті» мала на меті допомогти 21-й групі армій убезпечити свої позиції через річку в західній Німеччині шляхом перекидання двох повітряно-десантних дивізій на східний берег Рейну, поблизу міст Хаммінкельн і Вессель.
Плани передбачали десантування двох повітряно-десантних дивізій і планерів за німецькими лініями поблизу Везеля. Солдати з 18-го американського повітряно-десантного корпусу, доданого до 1-ї повітряно-десантної армії союзників, отримали вказівки захопити стратегічні території та, загалом, створити відволікання для німецької оборони, щоб забезпечити просування військ союзників.
Британській 6-й повітряно-десантній дивізії було наказано взяти села Шнаппенберг і Хаммінкельн, змусити відступити німецькі війська з частини лісу Дайрсфордт і закріпити три мости через Ейссел. Американська 17-та повітряно-десантна дивізія мала захопити місто Дайрсфордт і очистити решту лісу Дайрсфордт від німецьких військ. Тоді дві дивізії утримували територію, доки їх не замінили частини 21-ї групи армій і не приєдналися до загального наступу на північ Німеччини.
Повітряно-десантні сили зробили кілька помилок, найбільш помітною була помилка пілотування, яка призвела до того, що американський 513-й парашутно-десантний полк промахнувся з зоною посадки та приземлився в британській зоні. Тим не менш, операція була успішною: обидві дивізії заволоділи мостами через Рейн, а також убезпечили села, які могли бути використані німецькими військами для затримки наземного просування британських військ. Операція була останньою великомасштабною повітряно-десантною операцією союзників у Другій світовій війні.

## Контекст
У березні 1945 року армії союзників просунулися на територію Німеччини й вийшли до Рейну. Останній становив величезну природну перешкоду для просування союзників, але пролом дозволив би союзникам отримати доступ до північнонімецької рівнини і, зрештою, просунутися на Берлін та інші великі міста північної Німеччини. Дотримуючись «підходу широкого фронту», розробленого генералом Дуайтом Д. Ейзенхауером, Верховний штаб союзних експедиційних сил вирішив спробувати створити пролом у кількох районах Рейну. Фельдмаршал Бернард Монтгомері, командуючий британською 21-ю групою армій, розробив план під назвою «Операція Plunder», який дозволив силам під його командуванням прорвати Рейн, який згодом був санкціонований Ейзенхауером. Операція « Plunder» передбачала перехід Другої британської армії під командуванням генерал-лейтенанта Майлза Демпсі та Дев'ятої армії США під командуванням генерал-лейтенанта Вільяма Гуда Сімпсона через Рейн у Ріс, у Везель та в район на південь від каналу Ліппе.
Щоб забезпечити успіх операції, Монтгомері наполягав на тому, щоб повітряно-десантний компонент був включений до планів операції, щоб підтримати амбітні напади, які мали відбутися; ця частина отримала кодову назву операція «Версіті». Спочатку для участі в операції було обрано три повітряно-десантні дивізії: британську 6-ту повітряно-десантну дивізію, а також американську 13-ту та 17-ту повітряно-десантні дивізії, усі три приєднані до американського XVIII повітряно-десантного корпусу. Одне з цих повітряно-десантних формувань, британська 6-та повітряно-десантна дивізія, була загартованою в боях; минулого року вона брала участь у висадці в Нормандії. Однак 17-та повітряно-десантна дивізія США була сформована тільки в квітні 1943 року і прибула до Великобританії в серпні 1944 року, надто пізно, щоб взяти участь в операції «Оверлорд». Дивізія також була відсутня в операції «Маркет Гарден» і брала участь у боях лише під час битви в Арденнах; тому це була відносно недосвідчена формація, яка ніколи не брала участі в парашутних боях. 13-та повітряно-десантна дивізія була сформована в серпні 1943 р. і перекинута до Франції в січні 1945 р.; сама формація ніколи не брала участі в бойових діях, хоча один з її полків, 517-й парашутно-піхотний полк, воював під час висадки в Італії, Провансі та під час битви в Арденнах.

## Прелюдія

### Приготування союзників
Таким чином, операція «Версіті» була спланована за участю цих трьох дивізій. Усіх трьох планувалося десантувати на парашутах за німецькими лініями на підтримку 21-ї групи армій під час її амбітного наступу на Рейн. Однак на ранніх етапах підготовки стало зрозуміло, що 13-та повітряно-десантна дивізія не зможе брати участь в операції, оскільки не вистачає бойової транспортної авіації для ефективного транспортування трьох дивізій. Тому план операції довелося змінити, щоб врахувати дві повітряно-десантні дивізії, що залишилися, британську 6-ту повітряно-десантну дивізію та американську 17-ту повітряно-десантну дивізію. Ці дві дивізії будуть перекинуті на парашутах за німецькі лінії з метою висадки поблизу Везеля та відволікання оборони противника, щоб допомогти просуванню британської 2-ї армії до Везеля:
"Щоб відволікти ворожу оборону Рейну в секторі Везель нападом з повітря з метою […] сприяння майбутнім операціям ДРУГОЇ АРМІЇ. "
— Оперативні накази по 6-й та 17-й повітряно-десантним дивізіям.
Щоб досягти цієї мети, дві дивізії будуть викинуті біля села Гаммінкельн і перед ними буде поставлено низку цілей: заволодіти Diersfordter Wald, лісом над Рейном, включаючи дорогу, яка з'єднує кілька міст; взяти кілька мостів через меншу річку Вієїль-Іссель, щоб полегшити просування; і захоплення села Хаммінкельн. Як тільки ці цілі будуть досягнуті, повітряно-десантні війська зміцнять свої позиції та чекатимуть прибуття сил союзницької армії для захисту території, таким чином відібраної у німецьких сил у цьому секторі.
Операція «Варсіті» стане найбільшою повітряно-десантною операцією, проведеною під час конфлікту; що більш важливо, це суперечило б попередній десантній стратегії, згідно з якою планувалося звільнити війська після початкової висадки амфібії, щоб мінімізувати ризики, з якими війська зіткнулися під час операції «Маркет Гарден». На відміну від того, що було під час останньої, повітряно-десантні сили будуть скинуті на відносно невеликій відстані за німецькими лініями, таким чином гарантуючи, що підкріплення, складені силами союзної армії, зможуть з'єднатися за короткий час: це дозволить уникнути ризику такого ж лиха, яке призвело до поразки британської 1-ї повітряно-десантної дивізії, коли вона була ізольована та фактично знищена німецькою піхотою та бронетехнікою під Арнемом. Командувач 1-ї повітряно-десантної армії союзників, генерал Льюїс Бреретон, який командував повітряно-десантними силами союзників, включаючи XVIII повітряно-десантний корпус США, також домовився, що дві повітряно-десантні дивізії, які беруть участь в операції «Версіті», будуть десантовані одночасно в одному «зльоті», замість того, щоб їх скинути з різницею в кілька годин, що дало б змогу відповісти на те, що також було проблемою під час операції «Маркет Гарден». Десантування техніки для повітряно-десантних сил також буде здійснено якомога швидше, щоб забезпечити достатнє постачання військ під час бою.

### Приготування Осі
На той час конфлікту кількість німецьких підрозділів, що залишилися на західному фронті, швидко зменшилася, як кількісно, так і якісно, що сприяло союзникам. Вночі 23 березня Монтгомері мав під його командуванням еквівалент понад тридцяти дивізій, тоді як німці мали лише десяток, всі ослаблені постійними боями. Найкраще німецьке формування, яке зіткнеться з союзними повітряними військами, було першою німецькою десантною армією, хоча остання була ослаблена втратами, яких зазнала під час попередніх битв, особливо в рамках битви проти союзних сил під час бою за Рейхсвальд у лютому. Перша десантна армія мала три корпуси, розміщені вздовж річки: 2-й корпус десантників на півночі, 86-й армійський корпус та 63-й корпус на півдні. З цих трьох формувань 2-й та 86-й розділили лінію, яка перетнула зону посадки, запропоновану для повітряно-десантних підрозділів союзників, 7-а десантна та 84-а піхотна дивізії, таким чином, зіткнуться з повітряним нападом. Після відступу до Рейну дві дивізії були ослаблені і не мали більше 4000 чоловіків кожна, причому 84-а піхотна дивізія підтримувалася близько 50 середніми гарматами.
Сімом дивізіям, які утворювали 1-у парашутно-десантну армію, не вистачало людей та боєприпасів, і, хоча ферми та села були добре готові забезпечити їх захист, було мало мобільних резервів, так, що захисники мали невеликий запас, щоб сконцентрувати свої сили проти плацдарму союзників, коли напад розпочався. Мобільні резерви, яким володіли німці складалися з близько 150 бронетанкових бойових транспортних засобів під командуванням 1-ї десантно-парашутної армії, більшість з них належала до 47-го корпусу бронетанкових транспортних засобів. Служби розвідки союзників вважали, що 47-й бронетанковий корпус складався з двох дивізій: 116-й танкова дивізія мала до 70 танків та 15-а мотопіхотна дивізія від 20 до 30 штурмових гармат. Служби розвідки також згадували про можливість того, що важкий протитанковий батальйон був розташований у секторі. Крім того, німці мали велику кількість зенітної зброї; 17 березня союзні розвідувальні служби підрахували, що німці мали 153 легкої протиповітряної зброї у своєму володінні та 103 важкої, через тиждень число драконічним методом переглянуте: 712 легкої протиповітряної зброї та 103 важкої. Ситуація, в якій знаходилася німецька оборона, і її здатність протидіяти ефективному нападу погіршилася, коли союзники розпочали велику масштабну повітряну атаку перед операцією «Версіті». Понад 10 000 літаків союзників взяли участь, зосередившись на авіаційних смугах Luftwaffe та німецькій транспортній системі. Німецька оборона також була ослаблена відсутністю достовірної інформації щодо місця, де відбудеться напад. Незважаючи на те, що німецькі сили, розміщені вздовж Рейну, попередили про можливість повітряно-десантного нападу союзників, лише тоді, коли британські інженерні війська почали застосовувати димові снаряди перед Еммеріхом і створили великий екран диму, німці дізналися, що напад був неминучим.

## План операції
Головним завданням цієї операції було сприяння основним силам союзників під час форсування через Рейн.
- Карта Рейнської повітряно-десантної операції
- Британські парашутисти в Гаммінкельні

Відповідно до плану операції, висадка десанту здійснювалась у смузі дії 2-ї британської армії. Десант висаджувався на глибині 8-15 км на східному березі Рейну, за позиціями німецьких військ в районі Везеля, в межах досяжності вогню британської артилерії, що давало змогу здійснювати вогневу підтримку з західного берега Рейну.
Десант мав захопити важливі тактичні ділянки місцевості та переправи через річку Альте Іссель, дезорганізувати німецьку оборону, знищити артилерію та перешкодити підходу німецьких резервів до району переправи союзників через Рейн.
До операції було залучено 18-й повітрянодесантний корпус у складі 6-ї британської та 17-ї американської повітряно-десантних дивізій. Перекидання військ мали здійснити за один рейс, із десантуванням на об'єкти, які підлягали захопленню. Райони десантування обох дивізій були недалеко один від одного.
Транспортування британської дивізії здійснювалося з 11 аеродромів у південно-східній частині Англії, американської — з 15 аеродромів на території Франції.

## Битва
Операція Plunder розпочалася 23 березня о 21:00. З ранніх годин ранку 24 сухопутні підрозділи забезпечили низку переїздів на східному березі Рейну. У перші години дня транспортні літаки, навантажені двома повітряно-десантними дивізіями, що складали операцію «Версіті», злетіли зі своїх авіаційних баз в Англії та Франції та зустрілися в пункті їх зустрічі, над Брюсселем, перед тим, як вирушити на північний-схід до зони десантування на Рейні. У ескадрон входили 541 транспортний літак для повітряно-десантних військ, на додаток до 1050 транспортних літаків та 1350 планерів. 17-а повітряно-десантна дивізія складалася з 9 387 членів, на борту 836 транспортних літаків C-47 Skytrain Transport, C-46 Commando та понад 900 планерів Waco CG-4 A. 6-ї повітряно-десантна дивізія було сформовано з 7 200 членів, яких перевозили на борту 42 Douglas C-54та 752 транспортних літаків Dakota C-47, а також 420 планерів Airspeed Horsa і General Aircraft Hamilcar · . Ця величезна армада простягнулася на 322 км на небі і їй потрібно було 2 години та 37 хвилин, щоб пролетіти над даною точкою. Вона була захищена близько 2153 бойовими літаками від Американських ВПС та Королівськими ВПС. О 10 ранку британські та американські повітряно-десантні війська, що належали до 6-ї та 17-ї повітряно-десантних дивізій, розпочали десантування на німецьку землю, приблизно через 13 годин після наступу союзників на землі.

### 6-а повітряно-десантна дивізія
Першим повітряно-десантним підрозділом, який приземлився, була третя парашутна бригада під командуванням бригадного генерала Джеймса Хілла. Бригада десантувалася за дев'ять хвилин до запланованого часу, але успішно приземлилася в зоні А. Бригада зазнає певної кількості втрат, зіткнувшись з німецькими силами в Diersfordter Wald, але об 11 годині ранку територію практично очистили від ворожих сил, і всі батальйони бригади були у формуванні. Стратегічна комуна Шнаппенберга була взята 9-м батальйоном парашутистів, спільно з 1-м канадським парашутним батальйоном, останній втратив командного офіцера під вогнем німецької зброї невеликого калібру через кілька хвилин після посадки. Незважаючи на втрати, бригаді вдалося звільнити територію від німецьких військ, а о 13:45, генерал Хілл зміг підтвердити в рапорті, що бригада забезпечила всі свої цілі. Канадський капрал Фредерік Джордж Тофам, медичний ординарець, був нагороджений Хрестом Вікторії за його зусилля, щоб дістати поранених та привезти їх в медпункт, незважаючи на власні поранення та велику небезпеку, якої він зазнавав.
Потім 5-а парашутна бригада приземляється під командуванням бригадного генерала Найджела Поетта. Бригада повинна була приземлитися в зоні В, що вона зробила, хоча і менш точно, ніж 3-а парашутна бригада через низьку видимість навколо посадкової зони, що також ускладнює збір військ. Територія потрапила під постійний вогонь німецьких військ, що розміщувалися навколо, а постріли з гармат і мінометів спричинили втрати на батальйонних зборах. Однак, 7-й парашутний батальйон незабаром очистив зону посадки від німецьких військ, особливо в фермах і будинках, а 12-й та 13-й парашутні батальйони швидко забезпечили інші цілі бригади. Потім бригаді було наказано переїхати на схід і звільнити територію поблизу Шнаппенберга, а також розпочати битву з німецькими силами, зібраними на захід від ферми, де були створені штаби 6-ї повітряно-десантної дивізії. О 15.30, генерал Поетт зробив рапорт, в якому говориться про те, що всі його цілі були забезпечені та що були створені зв'язки з іншими британськими повітряно-десантними підрозділами.
Нарешті, 6-а Airlanding Brigade, третій підрозділ 6-ї повітряно-десантної дивізії, під командуванням бригадного генерала Р. Х. Белламі мав завдання висаджувати в групах розміром в роту та взяти кілька цілей, включаючи комуну Хаммінкельн. Планери, що перевозять повітряно-десантні війська, висаджені в районах P, O, U і R під стійким вогнем антиповітряних батарей, посадка ускладнюється через наявність туману та диму. Кілька пілотів планерів не змогли визначити свою зону посадки і помилилися позицією; інші розбилися за межами запланованих районів. Однак більшість планерів вижили, що дозволило батальйонам бригади забезпечити свої цілі, три мости на Іссел, взяті недоторканими, а також комуна Хаммінкельна, за допомогою 513-го американського піхотного полку, залишеного поблизу помилково. Бригада забезпечила всі свої цілі незабаром після здобуття Хаммінкельна.

### 17 повітряно-десантна дивізія
507-й парашутний піхотний полк під командуванням полковника Едсона Раффа був першим штурмовим підрозділом 17-ї повітрянно-десантної дивізії і, отже, був першим американським повітряно-десантним підрозділом, який висадився в рамках операції «Версіті». Весь полк повинен був бути випущений у посадковій зоні W, на галявині, розташованій в 3 кілометрах на північ від Веселя. Однак надмірний туман на землі призвів до плутанини серед пілотів транспортних літаків, так що полк висадився двома окремими частинами. Полковник Рафф і приблизно 690 членів війська приземлилися на північний захід від району, поблизу комуни Дірсфорд, а решта полку приземлилася в зоні В. Полковник зібрав свої війська і повів їх до зони висадки W, дорогою розпочавши бій з німецькою артилерійською батареєю, вбивши або захопивши артилерійську команду, перш ніж приєднатися до решти полку. О 14:00, 507-й забезпечив усі свої цілі та очистив територію, що оточує Дірсфорд, після того, як знищив велику кількість німецьких військ і знищив німецький танк. Дії полку під час висадки принесли йому другу медаль Пошани, коли солдат Джордж Дж. Петерс посмертно отримав нагороду за те, що взяв штурмом німецьке кулеметне гніздо і усунув його стрільбою з гвинтівки та використавши гранати, дозволяючи іншим членам його війська зібрати обладнання та здобути першу ціль полку.
513-й парашутистський піхотний полк був другим американським повітряно-десантним підрозділом, який приземлився після 507-го, під командуванням полковника Джеймса Куттса. По дорозі до зони висадки літаки, що транспортували 513-й, мали невезіння пролетіти над німецьким зенітним загородженням, втративши 22 транспортних літаки С-46 і пошкодивши 38. Як і 507-й, він страждав від пілотної помилки через туман на землі, також пропустив свою зону посадки, зону D, і був випущений в одній із областей, призначених для 6-ї британської бригади. Незважаючи на цю неточність, полк зібрався швидко і допомагав військам британських планерів, які приземлилися одночасно, усунувши численні німецькі артилерійські батареї, які вкривали зону. Після того, як німецькі війська в цьому районі були усунені, комбінована сила, що складалася з американських та британських повітряних військ, захопила Хамкекельн та забезпечила комуну. О 14:00, полковник Куттс зробив рапорт у штаби дивізії, зазначивши, що 513-й забезпечив усі свої цілі та знищив два танки та два повні артилерійські полки під час нападу. Під час своїх спроб забезпечити свої цілі, полк також здобув третю медаль Честі для дивізії, коли солдат першого класу Стюарт С. Страйкер посмертно отримав нагороду, після того, як підірвав гніздо німецьких кулеметів, створюючи диверсію, яка дозволила решті його взводу захопити укріплену позицію, в якій були кулемети.
Третьою складовою 17-ї повітряно-десантної дивізії, яка взяла участь у операції, був 194-й піхотний полк планерів під командуванням полковника Джеймса Пірса. Полк приземлився на заплановане місце, в зоні S, але їхні планери та їхні літаки-тягачі зазнали великих втрат; 12 транспортних літаків С-47 були втрачені від вогню зенітних батарей, які також пошкодили 140 літаків. Полк приземлився посеред декількох німецьких артилерійських батарей, які воювали проти союзних сухопутних військ, які перетинали Рейн. Таким чином, багато планерів були ціллю для німецьких артилерійських гармат. Ці артилерійські батареї та їх команди були нейтралізовані планерними військами, і 194-й полк швидко зміг підтвердити, що його цілі були знищені та що 42 артилерійські гармати, 10 танків, 2 протиповітряні гармати на гусеничному ходу та 5 гусеничних гармат були знищені.

## Хід операції
Задля успіху десанту протягом 2 тижнів здійснювалися масовані повітряні удари по засобах ППО противника в районах висадки.
Для десанту було використано 1595 літаків та 1347 планерів. Прикриття десантування здійснювали 889 винищувачів.
До Брюсселя літаки з десантом йшли самостійно, а далі — декількома паралельними колонами на висоті до 1000 м.
У першому ешелоні йшов 541 транспортний літак із парашутистами, за ними — буксирувальники з 1-2 планерами.
Десантування парашутистів розпочалось у 10 годині 24 березня. Протягом 2 годин було висаджено більше 17 000 десантників, 614 легких бронеавтомобілів, 286 гармат та мінометів, а також боєприпаси, паливо та продовольство.
Під час десантування союзники втратили 53 літаки та 37 планерів. 440 літаків та 300 планерів було пошкоджено.
Протягом дня десантники вийшли на рубіж Альте Іссель та захопили 5 мостів. У другій половині дня з десантом з'єдналися частини 2-ї британської армії, які форсували Рейн.

## Наслідки
Повітряно-десантна операція великого масштабу «Версіті» була успішною. Усі цілі, які були встановлені для повітряно-десантних військ, були взяті та збережені, як правило, через кілька годин після початку операції. Мости через Іссель були взяті, хоча один з них згодом був знищений, щоб запобігти його захопленню німецькими силами, які контратакували. Дірсфордський ліс був очищений від ворожих військ, а дороги, якими німці могли послати підсилення проти просування, були відрізані повітрянимо-десантними військами. Нарешті, Хаммінкельн, комуна, яка домінувала в регіоні, і через яку мав пройти весь наступ, була забезпечена повітряно-десантними підрозділами. У сутінках ночі 24 березня 15-а шотландська піхотна дивізія приєдналася до елементів 6-ї повітряно-десантної, а опівночі був побудований на Рейні перший легкий міст. 27 березня на Рейні було встановлено 12 мостів, які могли витримувати важкі озброєння, а союзники мали 14 дивізій на східному березі Рейну, до 16 км всередину земель. За словами генерала-майора Фібіга, офіцера на чолі одного з німецьких формувань, 84-ї піхотної дивізії, німецькі сили, які захищали регіон, були дуже здивовані швидкістю, з якою два повітряно-десантні підрозділи десантували їхні війська, пояснюючи, що їх раптова поява мала «руйнівний вплив» на захисників, в чисельній меншості. Під час допиту він зізнався, що його дивізія був серйозно скорочена і що вона мала лише 4000 чоловіків.
17-а повітряно-десантна дивізія завоювала свою четверту медаль Пошани в дні після операції, коли сержант-технік Клінтон М. Хедрік з 184-го піхотного полку отримав цю нагороду посмертно після того, як зробив внесок у захоплення замку де Лембека, який був перетворений в укріплену позицію німців.

### Втрати
Втрати, зазнані двома повітряно-десантними утвореннями, були відносно важкими, хоча нижчими, ніж очікувалося. З настанням ночі 24 березня 6-а повітряно-десантна дивізія зазнала втрати 1400 чоловіків, загиблих, поранених або відсутніх із загальної кількості 7200 учасників операції. Дивізія також заявила, що захопила в полон 1500 військовополонених. 17-а повітряно-десантна дивізія зазнає аналогічного рівня втрат приблизно 1300 із 9 650 чоловіків і заявила, що у неї було 2000 військовополонених. Тому це становить загалом близько 3500 військовополонених на два повітряно-десантні утворення під час операції. У період з 24 по 29 березня 17-а повітряно-десантна дивізія зазнає загалом 1346 втрат. Повітряні сили, що беруть участь у операції, також зазнали втрат; 56 літальних апаратів загалом було втрачено 24 березня. 21 із 144 літаків, які транспортували 17-у повітряно-десантну дивізію, були збиті, а 59 були пошкоджені зенітним вогнем. Крім того, під час десантування обладнання було збито 16 бомбардувальників 8-ї повітряної.

## Похвали отримані після війни
Сучасні спостерігачі та історики, як правило, погоджуються з успіхом операції. Генерал Ейзенхауер описав це як «найбільший успіх на сьогоднішній день повітряно-десантної операції», а один спостерігач пізніше написав, що операція показала «найвищий рівень розвитку, досягнутий повітряно-десантними підрозділами та військово-транспортними літаками». В офіційному підсумку операції генерал-майор Рідгвей писав, що операція була бездоганною та успішною, оскільки дві залучені дивізії, знищили захисні сили противника, які, інакше, вимагали б багато днів боїв для їх знищення.
Кілька сучасних істориків похвалили операцію та вдосконалення, принесені «Версіті». Г. Г. Нортон стверджував, що операція змогла скористатися уроками, отриманими з попередніх операцій. Брайан Джерелл стверджував так само, заявивши, що уроки були засвоєні з операції «Market Garden», оскільки повітряно-десантні сили були згруповані та були десантовані швидко, даючи мало часу захисту для відновлення. Нортон додав, що вдосконалення були внесені для підтримки повітряно-десантних військ: він зазначив, що велика кількість артилерійських гармат була доступна для прикриття висадки та повітряно-десантних військ. Він також підкреслив розробку методики, яка дозволила цілим бригадам приземлитися в тактичних групах, надаючи їм більшу гнучкість. Десантування повітряно-десантних військ, після відкриття пролому на Рейні наземними силами, також дало можливість зробити так, щоб повітряно-десантні війська не воювали надто довго, що становить основне покращення по відношенню до способу оперувати попередньої операції великого масштабу «Market Garden».

## Критика
Незважаючи на велику кількість вітань та офіційних похвал за успіх операції, було зроблено ряд критики щодо операції та помилок, які були допущені. Кілька військових істориків висловили сумніви щодо необхідності операції, а історик, Баррі Грегорі, йде так далеко, щоб сказати, що «операція „Версіті“ була абсолютно не потрібна». Ще один історик Джеймс А. Хастон стверджував, що «якби ті ж ресурси використовувались на землі, можливо, просування на схід був би швидшим, ніж це було.»

### Нестача літаків
Одним із провалів операції була відсутність транспортних літаків для операції, недостаток, який не був виправлений і який поставив у невигідне положення усі великі масштабні повітряно-десантні операції, проведені союзниками. У первинному плануванні «Версіті» було включено додаткову 13-у повітряно-десантну дивізію. Однак відсутність транспортних літаків для десантування дивізії призвела до її виключення з кінцевого плану. Через невирішену проблему відсутності транспортних літаків довелося обійтися без третини запланованих військ, що послабило повітряно-десантне формування. У цьому випадку, однак, повітряно-десантні війська були достатніми для знищення оборони. Деякі історики прокоментували цю невдачу. Джерард Девлін стверджує, що через цю відсутність літальних апаратів дві дивізії повинні були забезпечити проведення операції самі.
Відсутність літаків не було єдиним недостатком, що стосується транспортування повітряно-десантних військ; багато використовуваних транспортних літаків не були ні надійними, ні стабільними. Як зазначає Пітер Харклероде, транспортний літак Commando C-46, який використовувався з недавніх пір, мав погано розроблені крила: витоки палива, як правило, накопичувались біля їхньої основи, і якщо в літак влучали, він міг загорітися. Наслідки цієї поганої розробки були згубними: із 72 Commando C-46, що перевозили 513-й парашутний піхотний полк, 57 постраждали та 19 згоріли. Таким чином, відсутність транспортних літальних апаратів становила серйозний недостаток у плануванні та виконанні операції, а також відсутність надійності нових літаків в операції.

### Тяжкість втрат
Інша проблема, з якою стикнулися в рамках операції «Версіті», прокоментована істориками та сучасними спостерігачами, — це ступінь втрат, яких зазнали війська під час операції. Це, мабуть, пов'язано з тим, що операція була проведена серед денного світла, а не вночі. Десантування проводилося вдень, головним чином тому, що було підраховано, що шанси на успіх операції будуть покращені, оскільки війська будуть менш розпорошені. Однак посадка військ і, зокрема, планерів без прикриття ночі, зробила їх надзвичайно вразливими до зеніток. Офіційна історія британських повітряно-десантних дивізій підкреслює вартість цього вибору, стверджуючи, що з 416 планерів, які приземлилися, лише 88 не зазнали шкоди, заподіяної пострілами противника, і що близько 20 — 30 % пілотів планерів є одними з втрат. Інший історик стверджує, що посадка планерів серед денного світла була лихом, 194-й полк піхотних планерів мав дві третини своїх планерів, уражених пострілами та зазнав великих втрат під час посадки. Величина втрат була ще більше збільшена повільністю, з якою самі планери були звільнені та приземлялися, і через буксирування кожним літальним апаратом двох планерів, що ще більше сповільнило їх, час, необхідний для відпуску планера, був на 3-4 хвилини більше, ніж необхідно для десантування одного парашутного підрозділу. Тому планери були вразливі до зеніток.
Підполковник Отвей, який написав офіційну історію британських повітряно-десантних сил під час Другої світової війни, свідчить про те, що операція «Версіті» підкреслила вразливість парашутних підрозділів. Вони з'явилися в повних субодиницях і змогли рухатися швидше, ніж парашутні повітряно-десантні підрозділи, але вони складали легкі цілі для зеніток та для зброї короткої дальності відразу по приземленню. Отвей приходить до висновку, що в майбутніх операціях парашутні війська повинні забезпечити посадкові зони до прибуття підрозділів планерів. Таким чином, вирішивши здійснити висадки при денному світлі, планери союзників спричинили набагато важчі втрати, особливо в підрозділах планерів. Операція також страждає від слабких сторін пілотування. Навіть якщо пілотування було значно вищим, ніж в операціях в Сицилії та Нормандії, пілоти також допустили серйозні помилки, особливо враховуючи той факт, що десантування проводилось серед дня. Таким чином, серйозну помилку було допущено пілотами транспортних літаків 513-го парашутного піхотного полку, який висадив більшу частину полку в декількох кілометрах від визначеної території, у британських районах.